# Aartsbisdom Belém do Pará
Het aartsbisdom Belém do Pará (Latijn: Archidioecesis Belemensis de Pará, Portugees: Arquidiocese de Belém do Pará) is een rooms-katholiek aartsbisdom in Brazilië met zetel in Belém. De aartsbisschop van Belém do Pará is metropoliet van de kerkprovincie Belém do Pará waartoe ook de volgende suffragane bisdommen behoren:
- Abaetetuba
- Bragança do Pará
- Cametá
- Castanhal
- Macapá
- Marabá
- Marajó (territoriale prelatuur)
- Ponta de Pedras
- Santíssima Conceição do Araguaia

## Geschiedenis
Het bisdom Bélem do Pará werd in 1720 opgericht en was een afsplitsing van het bisdom São Luís do Maranhão. In 1906 werd het verheven tot metropolitaan aartsbisdom. Het verloor meermaals gebied, namelijk bij de oprichting van het bisdom Amazonas (1892), de territoriale prelaturen Santarém (1903), Santíssima Conceição do Araguaia (1911), Gurupi (1928), Marajó (1928), Xingu (1934),  Cametá (1952), Abaeté do Tocantins (1961), en Ponta de Pedras (1963), en het bisdom Casthanal (2004). 

## Parochies
Het aartsbisdom had in 2020 een oppervlakte van 2.082 km2 en telde 3.016.650 inwoners waarvan 49,9% rooms-katholiek was.

## Ordinarii

### Bisschoppen
- Bartolomeu do Pilar (4 maart 1720 - 9 april 1733)
- Guilherme de São José Antonio de Aranha (3 september 1738 - 18 mei 1748)
- Miguel de Bulhões e Souza (18 mei 1748 - 24 maart 1760; coadjutor sinds 19 februari 1748)
- João de São José de Queiroz da Silveira (24 maart 1760 - 25 november 1763)
- João Evangelista Pereira da Silva (17 juni  1771 - 14 mei 1782)
- Cayetano Da Annunciação Brandão (16 december 1782 - 29 maart 1790)
- Manoel de Almeida de Carvalho (21 juni 1790 - 30 juni 1818)
- Romualdo de Souza Coelho (28 augustus 1820 - 15 februari 1841)
- José Affonso de Moraes Torres (22 januari 1844 - 24 september 1857)
- Antônio de Macedo Costa (17 december 1860 - 26 juni 1890)
- Jerónimo Thomé da Silva (26 juni 1890 - 12 september 1893)
- Antônio Manoel de Castilho Brandão (7 september 1894 - 22 juni 1901)
- Francisco do Rêgo Maia (27 november 1901 - 15 maart 1906)

### Aartsbisschoppen
- José Marcondes Homem de Melo (26 april 1906 - 6 december 1906)
- Santino Maria da Silva Coutinho (6 december 1906 - 19 januari 1923)
- João Irineu Joffily (27 maart 1924 - 1 mei 1931)
- Antônio de Almeida Lustosa (10 juli 1931  - 19 juli 1941)
- Jaime de Barros Câmara (15 september 1941  - 3 juli 1943)
- Mário de Miranda Vilas-Boas (10 september 1944 - 23 november 1956)
- Alberto Gaudêncio Ramos (9 mei 1957 - 4 juli 1990)
  - Tadeu Henrique Prost (hulpbisschop: 23 augustus 1962 - 13 maart 1992)
  - Alano Maria Pena (hulpbisschop: 7 april 1975 - 14 juli 1976)
- Vicente Joaquim Zico (4 juli 1990 - 13 oktober 2004; coadjutor sinds 5 december 1980
  - Carlos Verzeletti (hulpbisschop: 15 mei 1996 - 29 december 2004)
- Orani João Tempesta (13 oktober 2004 - 27 februari 2009)
- Alberto Taveira Corrêa (30 december 2009 - heden)
  - Teodoro Mendes Tavares (hulpbisschop: 16 februari 2011 - 10 juni 2015)
  - Irineu Roman (hulpbisschop: 8 januari 2014 - 6 november 2019)
  - Antônio de Assis Ribeiro (hulpbisschop: 28 juni 2017 - heden)
  - Paolo Andreolli (hulpbisschop: 1 februari 2023 - heden)

Belém do Pará (aartsbisdom) · Abaetetuba · Bragança do Pará · Cametá · Castanhal · Macapá · Marabá · Marajó (territoriale prelatuur) · Ponta de Pedras · Santíssima Conceição do Araguaia